# Baron Daryngton

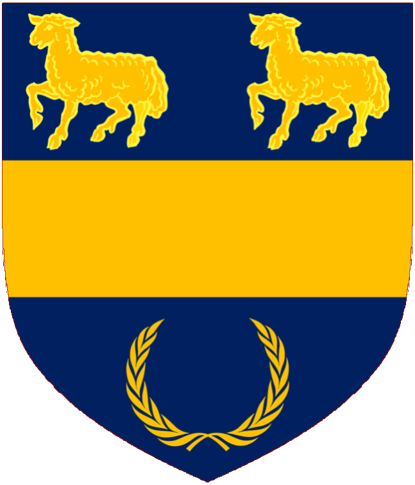
Wappen der Barons Daryngton

Baron Daryngton, of Witley in the County of Surrey, war ein erblicher britischer Adelstitel in der Peerage of the United Kingdom.
Der Titel wurde am 12. Februar 1923 für den liberal-unionistischen Politiker Herbert Pease geschaffen. Der Titel erlosch beim Tod seines Sohnes, des 2. Barons, am 5. April 1994.

## Liste der Barons Daryngton (1923)
- Herbert Pike Pease, 1. Baron Daryngton (1867–1949)
- Jocelyn Arthur Pease, 2. Baron Daryngton (1908–1994)